# Tour della nazionale maschile di rugby a 15 della Scozia 1986
Nel 1986, la nazionale scozzese di rugby a 15 effettua due puntate all'estero: torna in Romania dopo due anni e si riprende la rivincita del 1984. Poi una selezione sperimentale visita Spagna e Francia. Vittoria facile con la Spagna, pareggio con un XV francese e sconfitta con i French Barbarians (19-32) sono il bilancio di questo tour.

## Risultati principali
Sistema di punteggio: meta = 4 punti, Trasformazione=2 punti .Punizione = 3 punti. drop = 3 punti. 
| Arbitro: | Roger Quittenton |

| |            | |
| c.p.: Ignat 5 Drop: Ignat | Marcatori  | mete: Deans S.Hastings, Jeffrey trasf.: G. Hastings 3 c.p.: AG Hastings 5 |
| 15.Liviu Hodorca 14.Marcel Toader, 11.R. Voinov 13.Adrian Lungu, 12.Vasile David 10.Gelu Ignat, 9.Mircea Paraschiv (c) 8.Stefan Constantin, 7.Florica Murariu, 6.V. Giuglea 5.Laurentiu Constantin, 4.Gheorghie Caragea 3.Ion Bucan, 2.Mircea Munteanu, 1.Vasile Pascu sostituti: 16.N. Copil,17.Valere Tufa | Formazioni | 15.Gavin Hastings 14.Matthew Duncan, 11.Roger Baird 13.David Johnston, 12.Scott Hastings 10.John Rutherford, 9.Roy Laidlaw 8.J. Beattie, 7.F. Calder, 6.J. Jeffrey 5.Iain Paxton, 4.Alister Campbell 3.Iain Milne, 2.Colin Deans (c), 1.Alex Brewster |

| Barcellona 1º maggio 1986 | Spagna | 17 – 39 | Scozia XV |  |

| Tarbes 7 maggio 1986 | Francia XV | 16 – 16 | Scozia XV |  |

| Agen 10 maggio 1986 | French Barbarians | 32 – 19 | Scozia XV |  |